# Gorges (Manche)
Gorges település Franciaországban, Manche megyében. Lakosainak száma 347 fő (2022. január 1.). Gorges Auvers, Gonfreville, Laulne, Nay, Le Plessis-Lastelle, Saint-Patrice-de-Claids, Terre-et-Marais és Montsenelle községekkel határos.

## Népesség
A település népességének változása:
| Lakosok száma | 521  | 422  | 425  | 365  | 349  | 347  | 349  | 342  | 341  | 347  |
|               | 1968 | 1982 | 1990 | 2006 | 2013 | 2015 | 2017 | 2019 | 2020 | 2022 |